# KZ-Außenlager Hamburg-Eidelstedt

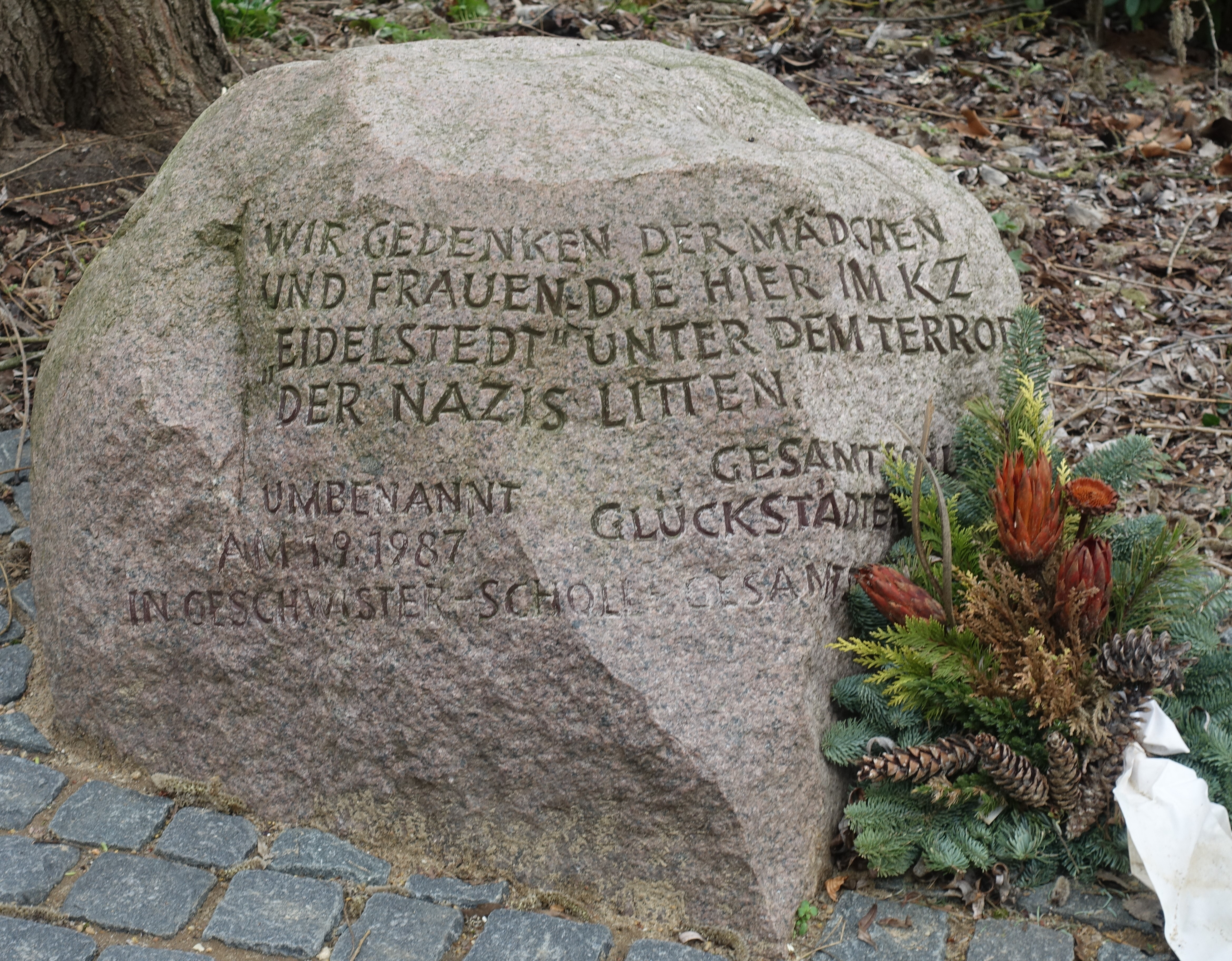
Gedenkstein mit für die KZ-Opfer des Außenlagers Hamburg-Eidelstedt am ehemaligen Gelände des Außenlagers (heute gegenüber Randowstraße 14)

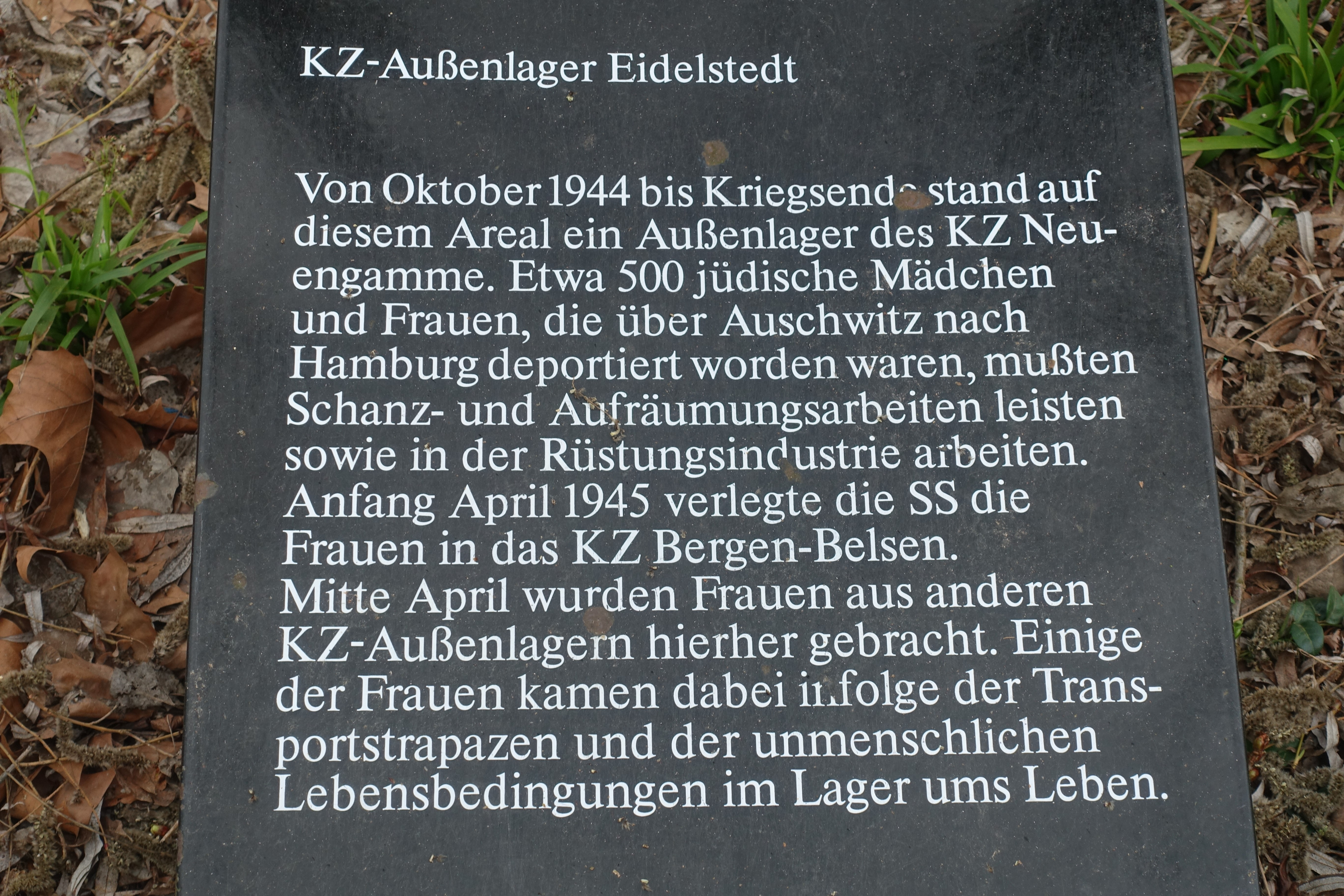
Tafel für die KZ-Opfer des Außenlagers Hamburg-Eidelstedt am ehemaligen Gelände des Außenlagers (heute gegenüber Randowstraße 14)

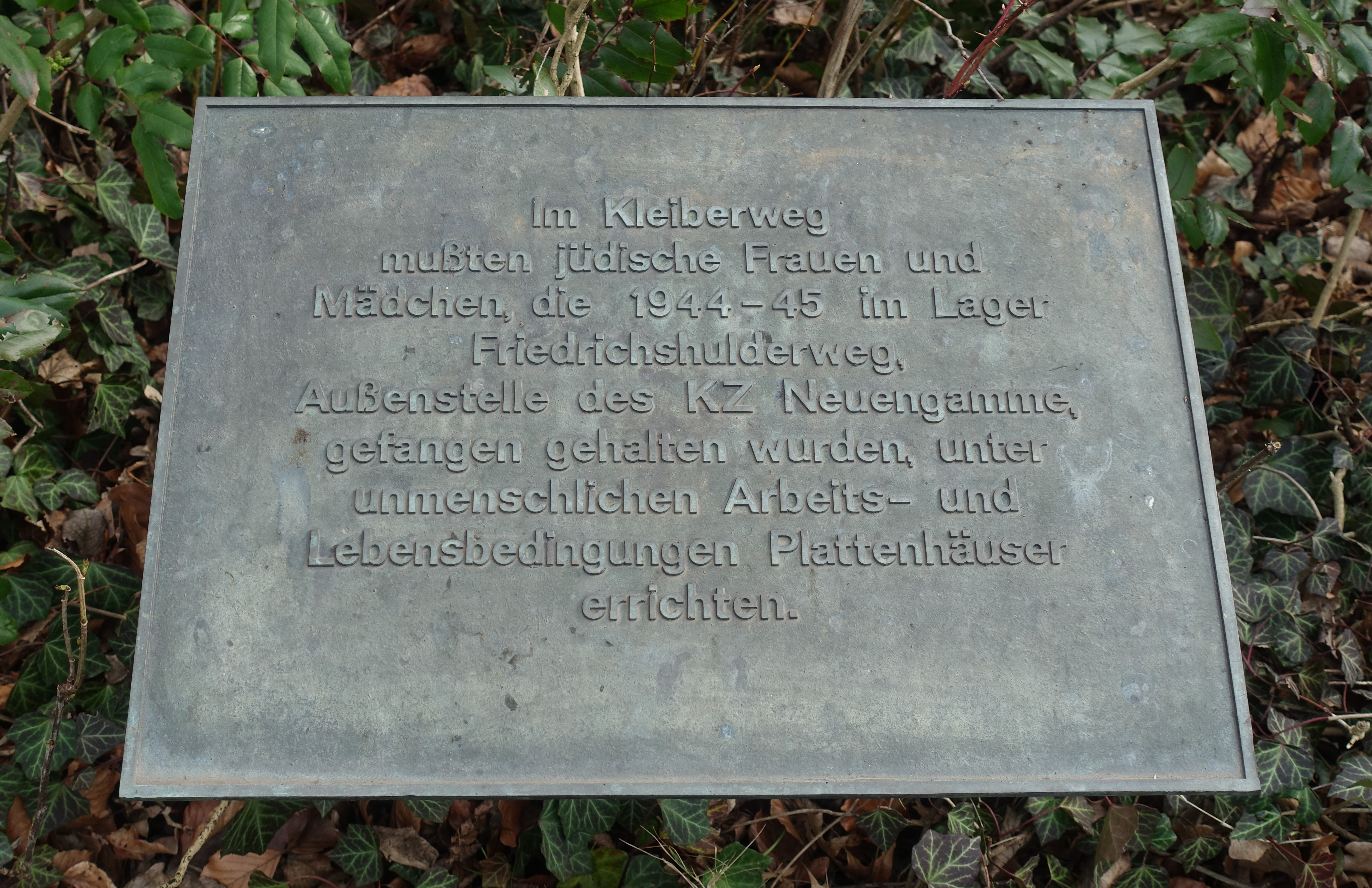
Gedenktafel für die NS-Opfer im Kleiberweg 115, durch die Ev.-luth. Emmaus-Kirchengemeinde Hamburg-Lurup aufgestellt

Das Außenlager Hamburg-Eidelstedt war ein von Ende 1944 bis 22. Mai 1945 bestehendes Außenlager des KZ Neuengamme für zunächst 500 weibliche Häftlinge. Es befand sich am Friedrichshulder Weg, der ehemals zum Hamburger Stadtteil Eidelstedt gehörte und heute zu Lurup. Das Barackenlager befand sich in unmittelbarer Nähe zu einer Eisenbahnstrecke.

## Funktion des Lagers, Häftlinge und Lagerführung
Am 27. September 1944 kamen in dem Außenlager Hamburg-Eidelstedt 500 tschechische und ungarische Jüdinnen an. Zuvor waren die Baracken für italienische Kriegsgefangene genutzt worden. Die 500 weiblichen KZ-Häftlinge waren zusammen mit 1000 weiteren Frauen im Juli 1944 aus dem KZ Auschwitz-Birkenau zur Zwangsarbeit nach Norddeutschland in das Neuengammer Außenlager Dessauer Ufer verbracht worden. Von dort wurden die Frauen am 13. September 1944 in das Außenlager Wedel überstellt und zwei Wochen später in das Außenlager Hamburg-Eidelstedt.
In dem Lager befanden sich zwei Baracken mit Schlafräumen sowie eine Baracke mit Waschräumen, Wäscherei, Vorratslager und Latrinen. Des Weiteren umfasste das Barackenlager auch eine Bekleidungskammer, das Krankenrevier und eine Häftlingskantine. Unmittelbar neben dem Außenlager befanden sich die Schlafräume für zwanzig ehemalige Zollbeamten, welche die Wachmannschaft außerhalb des Lagers stellten. Innerhalb des  Lagers waren KZ-Aufseherinnen eingesetzt. Lagerleiter war der SS-Unterscharführer Walter Kümmel. 1946 von einem britischen Militärtribunal zu zehn Jahren Gefängnis verurteilt, wurde er 1952 vorzeitig aus der Haft entlassen. Seine Tätigkeit in Eidelstedt war nicht Gegenstand der Verhandlungen. 1970 wurde ihm die Ermordung zweier Neugeborener im KZ Eidelstedt zur Last gelegt worden. Die Staatsanwaltschaft in Hamburg erhob erst 1980 Anklage gegen ihn. 1982 wurde er wegen Verjährung freigesprochen.
Die weiblichen Häftlinge mussten im Auftrag der Stadt Hamburg Behelfsunterkünfte (Plattenhäuser) für ausgebombte Hamburger komplett unter Anleitung von deutschem Fachpersonal in Eidelstedt errichten. Das dafür benötigte Baumaterial wurde am Bahnhof Eidelstedt angeliefert und durch die Häftlinge mit Loren zu den Baustellen gebracht. Ein kleiner Teil der Frauen wurde zudem bei Kriegsende zur Schneeräumung und Trümmerbeseitigung im Hamburger Stadtgebiet eingesetzt. Zu den Arbeitseinsatzstellen wurden die Frauen mit Sonderstraßenbahnen gefahren.

## Endphase des Lagers
Anfang April 1945 wurde das Außenlager Hamburg-Eidelstedt geräumt und die weiblichen Häftlinge mit der Bahn in das Auffanglager Bergen-Belsen transportiert.
Am 20/21. April 1945 kamen im Zuge der Auflösung des Außenlagers Helmstedt-Beendorf einige hundert Frauen von dort im Außenlager Eidelstedt an. Anfang Mai 1945 wurde das Lager zusätzlich mit weiblichen Häftlingen der geräumten Außenlager Langenhorn und Wandsbek  des KZ Neuengamme belegt. Zu diesem Zeitpunkt grassierte in dem Außenlager eine Flecktyphusepidemie, an der mehrere Häftlingsfrauen starben. Das Außenlager Eidelstedt wurde am 3. Mai 1945 durch die Polizei übernommen.  Am 5. Mai 1945 wurde das Lager von Soldaten der britischen Armee befreit und zunächst unter Quarantäne gestellt. Britische Soldaten entdeckten auf dem Lagergelände 30 vergrabene Leichen von weiblichen KZ-Häftlingen und fanden entsetzliche Zustände vor. Viele der befreiten Frauen waren krank, ausgezehrt und teilweise unbekleidet. Die Befreier verteilten Lebensmittel, brachten die Schwerkranken in Krankenhäuser und ließen die Toten umbetten. Sie erklärten das Lager zu einem Camp für Displaced Persons (DPs). Noch gut zwei Wochen blieben viele der Überlebenden im Lager Eidelstedt. Die deutschen Frauen kamen anschließend in städtische Unterkünfte, ausländische Frauen wurden in andere DP-Camps gebracht. Am 22. Mai 1945 ließ die britische Militärregierung das Lager schließen.
Wie viele Insassen dieses Außenlagers starben, ist nicht gesichert. In einem Bericht des Neuengammer SS-Standortarztes Alfred Trzebinski vom 29. März 1945 wurde die Belegung des Außenlagers Hamburg-Eidelstedt mit 469 weiblichen Häftlingen angegeben. Nachgewiesen ist jedoch ein schweres Straßenbahnunglück vom 1. März 1945, bei dem infolge des Herabfallens der Vorderfront eines Hauses nach schwerem Sturm auf eine Sonderstraßenbahn 14 Häftlinge des Eidelstedter Außenlagers sofort starben und 74 weitere zum Teil schwer verletzt wurden.

## Nachkriegszeit
Auf dem ehemaligen Lagerort befinden sich heute ein Spiel- sowie ein Fußballplatz. Heute erinnern an den ehemaligen Lagerort zwei Gedenksteine. Durch den von der Emmaus-Kirchengemeinde Hamburg-Lurup gegründeten Arbeitskreis gegen Neofaschismus wurde 1979 eine Broschüre "Über das Aussenkommando Friedrichshulder Weg" erstellt und ein Gedenkstein für NS-Opfer im Kleiberweg 115 aufgestellt, an dem später eine Bronzetafel mit Hinweis auf das Außenlager Hamburg-Eidelstedt angebracht wurde. Direkt am ehemaligen Gelände des Außenlagers (heute gegenüber Randowstraße 14) steht auf Betreiben von Schülern des Schülerprojekts Nationalsozialismus im Stadtteil der Geschwister-Scholl-Gesamtschule seit 1985 ein weiterer Gedenkstein für die KZ-Opfer des Außenlagers Hamburg-Eidelstedt. Neben diesem Gedenkstein befindet sich eine Bronzetafel mit der Inschrift: Wir gedenken der Mädchen und Frauen, die hier im KZ 'Eidelstedt' unter dem Terror der Nazis litten. Außerdem wurden dort am 8. Juli 2025 fünf Stolpersteine verlegt.